# 肯索里努斯
肯索里努斯（Censorinus）是公元三世纪一位古罗马文法学家及杂文作家。
他是已失传的《论口音》（De Accentibus）以及写于公元238年，作为生日礼物献给赞助人"昆塔斯·卡雷留斯"（Quintus Caerellius）的《论生辰》（De Die Natali）一书的作者。《论生辰》内容涉猎人类自然史和星辰、守护神、音乐、宗教礼仪及天文的影响，以及古希腊哲学教义、考古等。
书中第二部分论述了编年或数字问题，对确定古代史主要时代的划分起到了很大的作用。整个故事充满了好奇和有趣的信息，风格简洁明了，虽然略有夸张，但在当时的拉丁化时代已属极佳。
《论生辰》中曾引用了瓦罗和苏埃托尼乌斯的部分作品，一些学者认为，事实上，整本书改编自苏埃托尼乌斯已失传的《普拉托》。其中涉及天文、几何、音乐和韵律的部分片断，通常印有"肯索里努斯的《论生辰》"，而非苏埃托尼乌斯。原始手稿中包含真实作品结尾以及标题和作者名称的部分已散失。
月球上的肯索里努斯陨石坑就是以他的名字命名的。